# Домевр сир Дирбион
Домевр сир Дирбион (фр. Domèvre-sur-Durbion) насеље је и општина у североисточној Француској у региону Лорена, у департману Вогези која припада префектури Епинал.
По подацима из 2011. године у општини је живело 276 становника, а густина насељености је износила 22,06 становника/km². Општина се простире на површини од 12,51 km². Налази се на средњој надморској висини од 331 метар (максималној 365 m, а минималној 299 m).

## Демографија
| 1962. | 1968. | 1975. | 1982. | 1990. | 2011. |
| ----- | ----- | ----- | ----- | ----- | ----- |
| 311   | 281   | 254   | 255   | 280   | 276   |

График промене броја становника у току последњих година